# Kabarondo
Kabarondo (Kinyarwanda Umurenge wa Kabarondo) ist einer von 12 Sektoren im Distrikt Kayonza in der Ostprovinz von Ruanda.

## Geographie
Kabarondo hat eine Fläche von 54,43 km² und liegt auf einer Höhe von etwa 1520 m. Der Sektor unterteilt sich in die Zellen Cyabajwa, Cyinzovu, Kabura und Rusera. Nachbarsektoren sind im Norden Nyamirama, im Nordosten Rwinkwavu, im Osten Murama, im Süden Remera und im Westen Ruramira.

## Bevölkerung
Zur Volkszählung von 2022 betrug die Einwohnerzahl 37.839. Zehn Jahre zuvor waren es 30.588, was einem jährlichen Bevölkerungszuwachs von 2,1 Prozent zwischen 2012 und 2022 entspricht.

## Verkehr
Durch den Sektor verläuft die Nationalstraße 4. Von dieser gehen zwei District Roads nach Nordosten ab.